# دافيدي كالا
دافيدي كالا (بالإيطالية: Davide Callà)‏ (مواليد 6 أكتوبر 1984) هو لاعب كرة قدم سويسري من أصل إيطالي يجيد اللعب في مركز الجناح الأيمن ، ويلعب أيضًا كجناح أيسر وجناح هجومي أيمن ، ويلعب حاليًا لنادي بازل السويسري.

## بطولات وإنجازات اللاعب

### بازل
- دوري السوبر السويسري: 2013–2014، 2014–2015، 2015–2016.

### آراو
- دوري التحدي السويسري: 2012–2013.

## روابط خارجية
- دافيدي كالا على موقع الاتحاد الأوربي (الإنجليزية)
- دافيدي كالا على موقع قاعدة بيانات كرة القدم.إي يو (الإنجليزية)
- دافيدي كالا على موقع Soccerway.com (الإنجليزية)
- دافيدي كالا على موقع عالم كرة القدم.نت (الإنجليزية)
- دافيدي كالا على موقع AS.com (الإسبانية)

- Davide Callà